# Tephrocactus bonnieae
Tephrocactus bonnieae és una espècie de planta fanerògama que pertany a la família de les cactàcies (Cactaceae).

## Descripció
Tephrocactus bonnieae creix com un petit geòfit i arriba a un diàmetre de fins a 15 cm. L'arrel és pivotant gruixuda, és ramificada i cònica invertida. Els segments de les tiges són cònics, esfèrics o cilíndrics invertits; són ferms i àmpliament fusionats a la base. Són de color verd blavós com a tiges joves i més tard es tornen gris cendra. Els segments tenen entre 1,2 i 2,5 cm de diàmetre i estan coberts de cúspides baixes i planes separades per solcs. Les arèoles són petites i circulars tenen de 9 a 20 espines molt ajustades. Són radiants i de color més o menys rosat a fosc. Més tard les espines es tornen blanques o grises. Arriben a una llrgada de 0,1 a 0,4 cm.
Les flors de color blanc rosat a rosa clar assoleixen un diàmetre de 3 a 4 cm. El pericarpel té només unes arèoles i està nu o té unes quantes espines en forma de truges a la vora superior, que fan fins a 0,3 cm de llarg. Els fruits són circulars a àmpliament obovats, de parets primes, de carn suau i assecats. Fan d'1 a 1,5 cm de llarg.

## Distribució i hàbitat
Tephrocactus bonnieae està molt estès al nord de l'Argentina a la província de Catamarca i allà al departament Tinogasta en vessants de grava seca i planes a altituds de 2000 a 2500 m.
El seu hàbitat natural és el desert càlid. Està amenaçat de pèrdua d'hàbitat. Aquest atractiu cactus només es veu a la localitat de troballa, Loro Huasi, Departament Tinogasta, província de Catamarca; és molt a prop de la seva extinció per collita il·legal. Se coneixen menys de 250 espècimens madurs.

## Taxonomia
Tephrocactus bonnieae va ser descrita per (D.J.Ferguson & R.Kiesling) Stuppy i publicat a Kew Bull. 56: 1005, a l'any 2001.
Etimologia.
Tephrocactus: nom genèric que deriva de les paraules gregues: tephra, "cendra", referint-se al color de la planta) i cactus per la família.
bonnieae: epítet en honor a l'exploradora Bonnie Brunkow.
Sinonímia
Els següents noms són sinònim de Tephrocactus verschaffeltii:
- Maihueniopsis bonnieae (D.J.Ferguson & R.Kiesling) E.F.Anderson in Cact. Succ. J. (Los Angeles) 71: 325 (1999)
- Opuntia bonnieae (D.J.Ferguson & R.Kiesling) Halda & Janeba in Cactaceae (Bratislava) 9: 160 (1999)
- Puna bonnieae D.J.Ferguson & R.Kiesling in Cact. Succ. J. (Los Angeles) 69: 290 (1997)